# Sapulpa
Sapulpa är en stad i Creek County, och Tulsa County, i Oklahoma. Sapulpa är administrativ huvudort i Creek County. Ortnamnet hedrar en creekindian som var den första permanenta bosättaren i trakten.

## Kända personer från Sapulpa
- G. William Miller, politiker och centralbankschef